# 奧運大樓

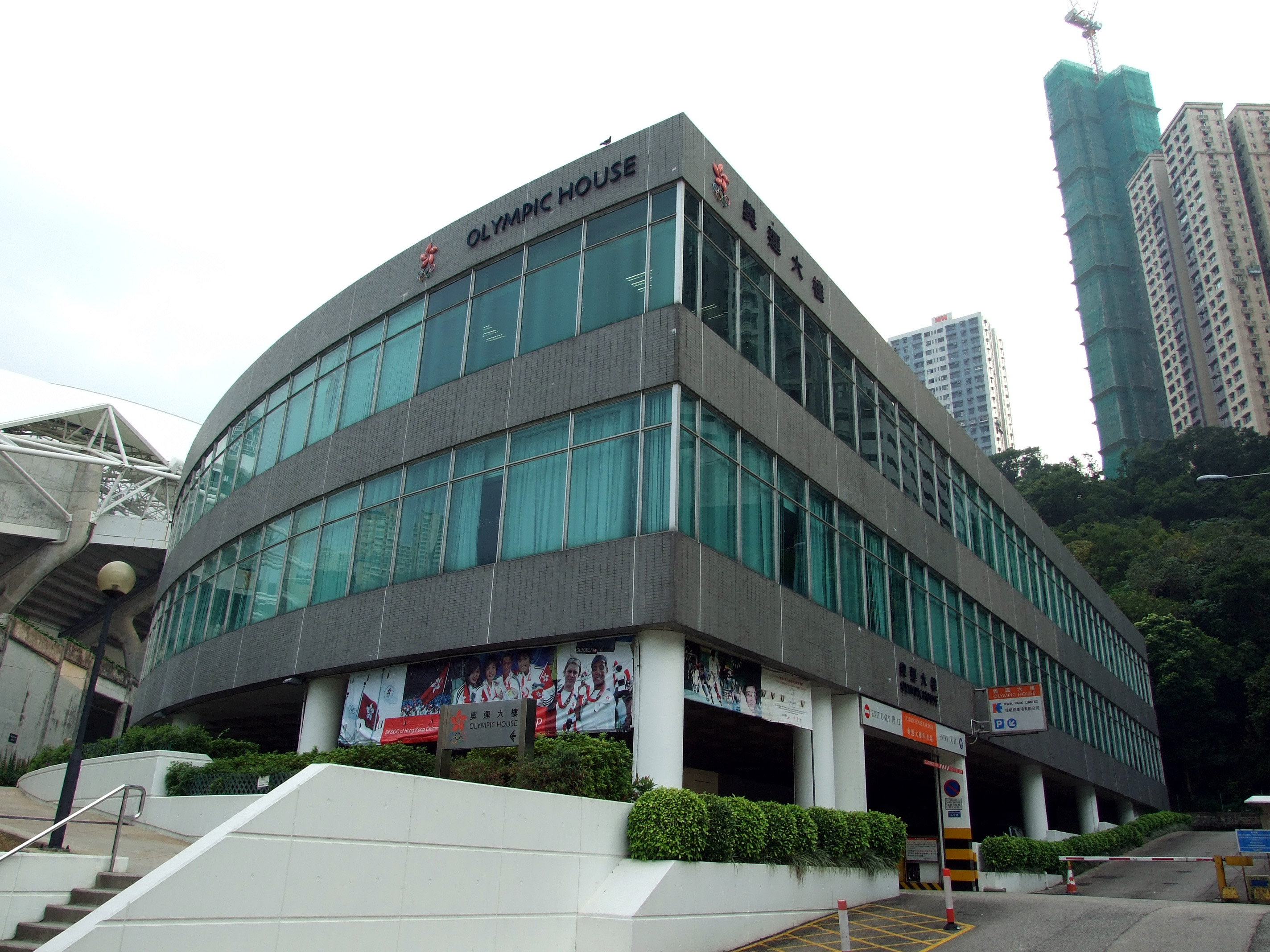
奧運大樓

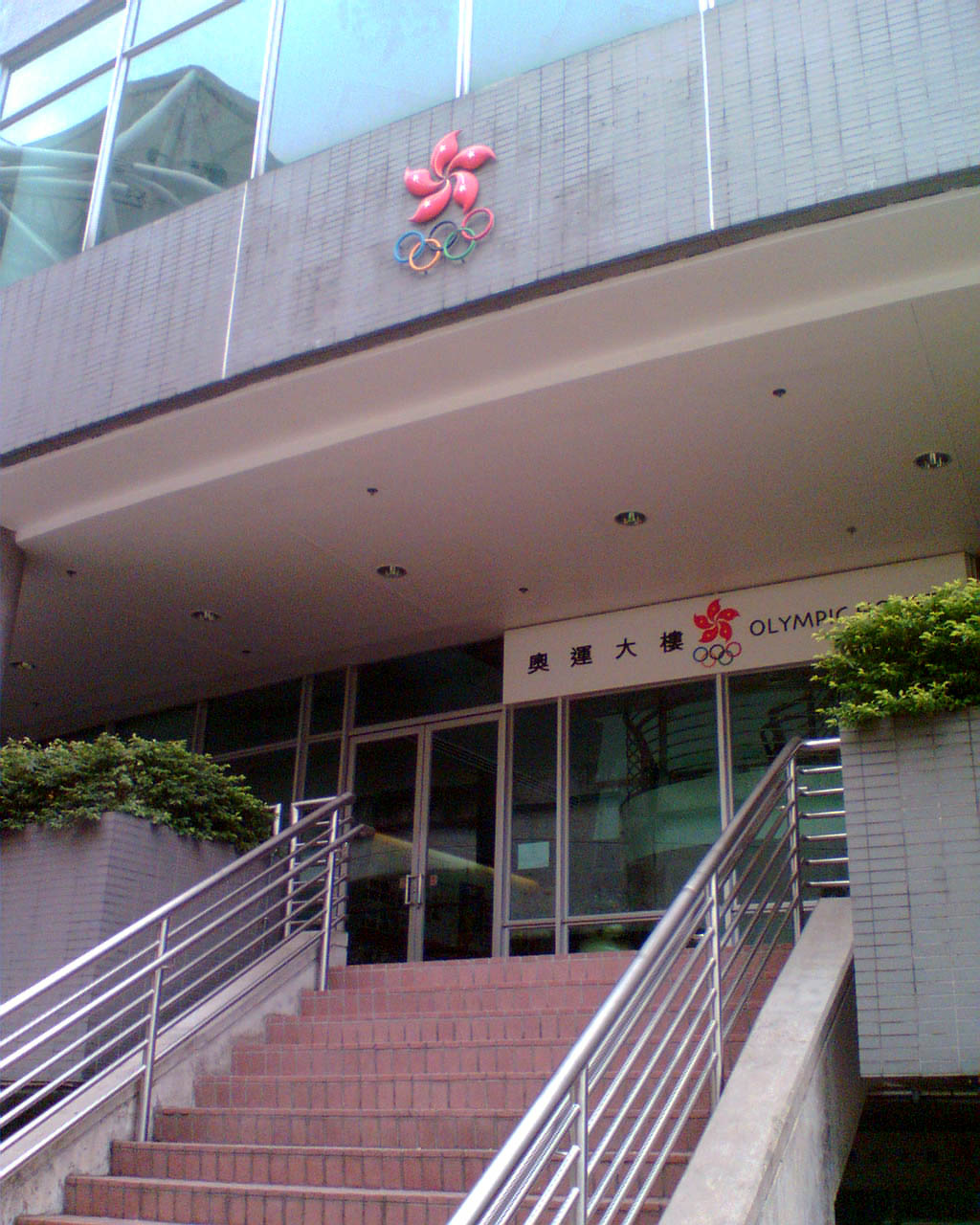
奧運大樓入口

奧運大樓（英語：Hong Kong Olympic House），原名為「體育大樓」，位於香港銅鑼灣掃桿埔香港大球場旁邊，1994年啟用。
奧運大樓是香港體壇行政中心，為康體發展局及各體育總會主要辦公地。2004年，康體發展局解散；2004年12月起，奧運大樓交由港協暨奧委會管理，其後港協暨奧委會的辦公室也搬遷到奧運大樓。奧運大樓設有辦公室、會議廳和演講廳，現時香港合共有44個體育總會將辦事處設在這建築物。其後港協暨奧委會將會舉辦體育講座，促進體育發展。
2005年7月11日，國際奧委會主席羅格與港協暨奧委會會長霍震霆主持奧運大樓的揭幕典礼，中国香港奥委会总部大楼正式易名为奥运大楼。

## 外部連結
- 中國香港體育協會暨奧林匹克委員會 （页面存档备份，存于）
- 官方网站
- 奧運大樓租戶

22°16′25″N 114°11′15″E / 22.273640°N 114.187483°E